# Gino Giacomini
Gino Giacomini (ur. 27 grudnia 1878 w Borgo Maggiore, zm. 19 lutego 1962), sanmaryński polityk.
Pełnił funkcje sekretarza stanu do spraw politycznych i zagranicznych (maj 1945-11 października 1957) oraz sekretarza stanu do spraw wewnętrznych (maj 1945-czerwiec 1951).